# شالووتر
شالووتر (بالإنجليزية: Shallowater, Texas)‏ هي مدينة تقع في مقاطعة لوبوك، تكساس بولاية تكساس في شمال شرق الولايات المتحدة. تأسست عام 1909، تبلغ مساحة هذه المدينة (كم²)، وترتفع عن سطح البحر م، بلغ عدد سكانها 2484 نسمة في عام 2010 حسب إحصاء مكتب تعداد الولايات المتحدة .

## التركيبة السكانية
حدّد مكتب تعداد الولايات المتحدة بيانات التركيبة السكانية لشالووتر في تعداد الولايات المتحدة. في ما يلي، التركيبة السكانية حسب تعدادي 2000 و2010.

### تعداد عام 2000
بلغ عدد سكان شالووتر 2,086 نسمة بحسب تعداد عام 2000، وبلغ عدد الأسر 745 أسرة وعدد العائلات 590 عائلة مقيمة في المدينة. في حين سجلت الكثافة السكانية 554.8 نسمة لكل كيلومتر مربع (1,436.9/ميل2). وبلغ عدد الوحدات السكنية 784 وحدة بمتوسط كثافة قدره 208.5 لكل كيلومتر مربع (540.0/ميل2).
وتوزع التركيب العرقي للمدينة بنسبة 90.99% من البيض و0.67% من الأمريكيين الأفارقة و0.86% من الأمريكيين الأصليين و0.24% من الأمريكيين ذوي الأصول الآسيوية و6.42% من الأعراق الأخرى و0.81% من عرقين مختلطين أو أكثر و16.20% من الهسبانيون أو اللاتينيون من أي عرق.
بلغ عدد الأسر 745 أسرة كانت نسبة 45.2% منها لديها أطفال تحت سن الثامنة عشر تعيش معهم، وبلغت نسبة الأزواج القاطنين مع بعضهم البعض 65.1% من أصل المجموع الكلي للأسر، ونسبة 11.4% من الأسر كان لديها معيلات من الإناث دون وجود شريك،  بينما كانت نسبة 2.7% من الأسر لديها معيلون من الذكور دون وجود شريكة وكانت نسبة 20.8% من غير العائلات. تألفت نسبة 19.5% من أصل جميع الأسر من عدة أفراد يعيشون في نفس المنزل ونسبة 10.1% كانت تتألف من شخص يعيش بمفرده يبلغ من العمر 65 عاماً أو أكثر. وبلغ متوسط حجم الأسرة المعيشية 2.80، أما متوسط حجم العائلات فبلغ 3.21.
بلغ العمر الوسطي للسكان 36.1 عاماً. وكانت نسبة 29.8% من القاطنين تحت سن الثامنة عشر، وكانت نسبة 8.4% بين الثامنة عشر والرابعة والعشرين عاماً، ونسبة 27% كانت واقعةً في الفئة العمرية ما بين الخامسة والعشرين والرابعة والأربعين عاماً، ونسبة 22.3% كانت ما بين الخامسة والأربعين والرابعة والستين، ونسبة 12.4% كانت ضمن فئة الخامسة والستين عاماً فما فوق. يوجد لكل 100 أنثى 92.3 ذكر، ويوجد لكل 100 أنثى في الثامنة عشر من عمرها فما فوق 85.7 ذكر.
بلغ متوسط دخل الأسرة في المدينة 38,750 دولارًا، أما متوسط دخل العائلة فبلغ 44,491 دولارًا. وكان متوسط دخل الذكور 32,383 دولارًا مقابل 21,964 دولارًا للإناث. وسجل دخل الفرد الخاص بالمدينة 16,752 دولارًا. وكانت نسبة 8.6% من العائلات ونسبة 9.4% من السكان تحت خط الفقر، وكان من هؤلاء نسبة 11.1% تحت سن الثامنة عشر ونسبة 9.5% في الخامسة والستين من العمر وما فوق.

### تعداد عام 2010
بلغ عدد سكان شالووتر 2,484 نسمة بحسب تعداد عام 2010، وبلغ عدد الأسر 884 أسرة وعدد العائلات 709 عائلة مقيمة في المدينة. في حين سجلت الكثافة السكانية 660.6 نسمة لكل كيلومتر مربع (1,710.9/ميل2). وبلغ عدد الوحدات السكنية 927 وحدة بمتوسط كثافة قدره 246.5 لكل كيلومتر مربع (638.4/ميل2).
وتوزع التركيب العرقي للمدينة بنسبة 90.54% من البيض و0.60% من الأمريكيين الأفارقة و0.44% من الأمريكيين الأصليين و0.16% من الأمريكيين ذوي الأصول الآسيوية و6.84% من الأعراق الأخرى و1.41% من عرقين مختلطين أو أكثر و20.81% من الهسبانيون أو اللاتينيون من أي عرق.
بلغ عدد الأسر 884 أسرة كانت نسبة 46% منها لديها أطفال تحت سن الثامنة عشر تعيش معهم، وبلغت نسبة الأزواج القاطنين مع بعضهم البعض 62.3% من أصل المجموع الكلي للأسر، ونسبة 13.2% من الأسر كان لديها معيلات من الإناث دون وجود شريك،  بينما كانت نسبة 4.6% من الأسر لديها معيلون من الذكور دون وجود شريكة وكانت نسبة 19.8% من غير العائلات. تألفت نسبة 18.3% من أصل جميع الأسر من عدة أفراد يعيشون في نفس المنزل ونسبة 8.3% كانت تتألف من شخص يعيش بمفرده يبلغ من العمر 65 عاماً أو أكثر. وبلغ متوسط حجم الأسرة المعيشية 2.81، أما متوسط حجم العائلات فبلغ 3.19.
بلغ العمر الوسطي للسكان 35.6 عاماً. وكانت نسبة 32% من القاطنين تحت سن الثامنة عشر، وكانت نسبة 6.2% بين الثامنة عشر والرابعة والعشرين عاماً، ونسبة 26.1% كانت واقعةً في الفئة العمرية ما بين الخامسة والعشرين والرابعة والأربعين عاماً، ونسبة 24.9% كانت ما بين الخامسة والأربعين والرابعة والستين، ونسبة 10.7% كانت ضمن فئة الخامسة والستين عاماً فما فوق. وتوزع التركيب الجنسي للسكان بنسبة 48.4% ذكور و51.6% إناث.

## وصلات خارجية
- Handbook of Texas
- The US50 - Cities and Towns in Texas State